# 牛タン

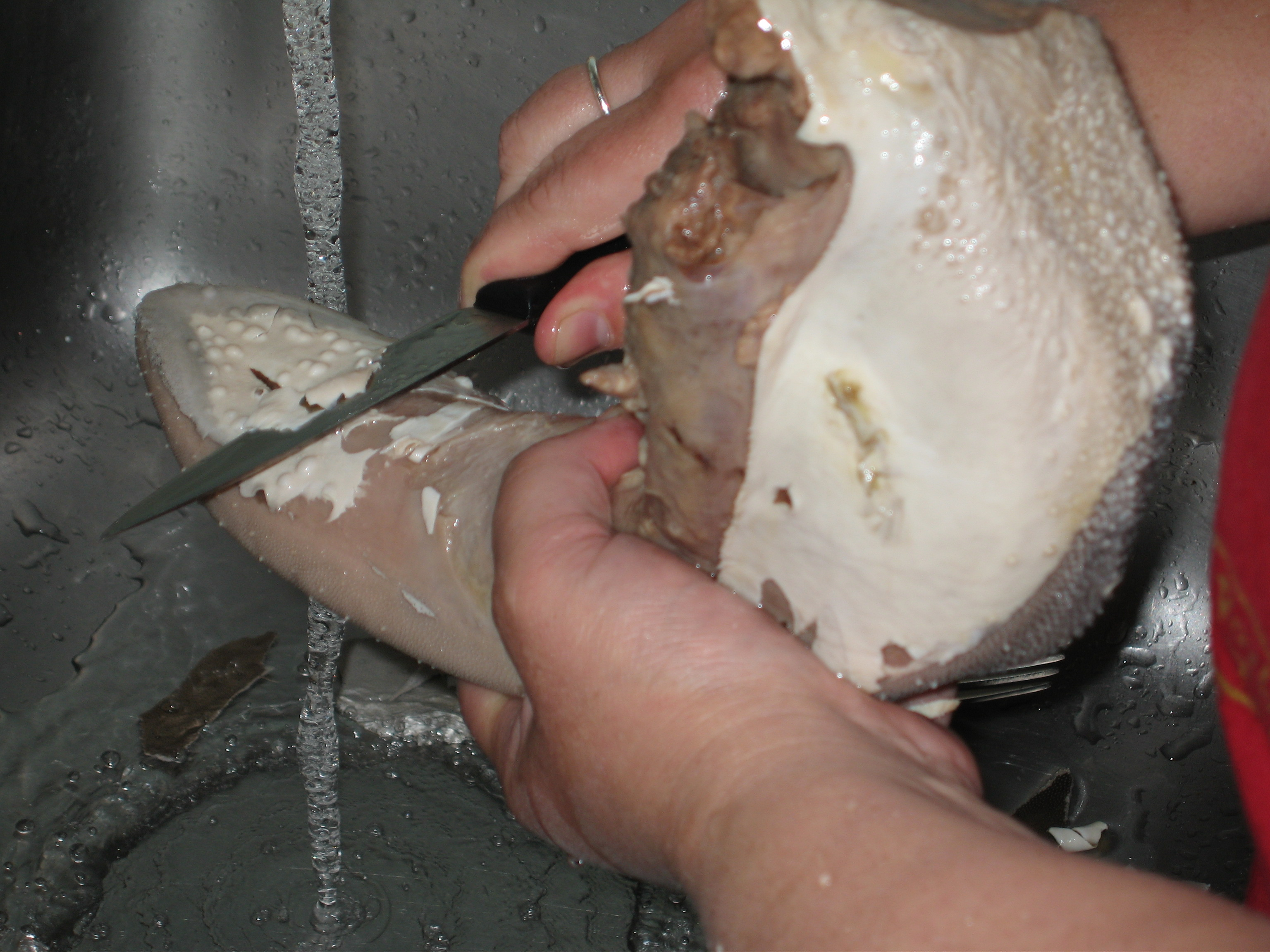
皮を削がれる牛タン

牛タン（ぎゅうタン）は、牛の舌部が食用に供される場合に用いられる名称。日本では「仙台牛タン焼き」を指す場合もある。
漢音の「ギュウ」に、英語で舌を意味する tongue（英語発音: [tʌŋ]　タン（グ））に由来する「タン」からなり、漢語と外来語から構成される合成語（複合語）。
同部の人類による摂取は、旧石器時代にまで遡る。同部の中でも先端部と根部ではその肉質が異なる。脂肪含量が非常に高く、カロリーのほぼ75%が脂肪に由来しているとされる。
数十センチの長さがある。ブロック肉は煮込み、薄切り肉は焼肉（タン塩）などに調理される

## 調理
牛タンは玉ネギやその他の香辛料によって味付けされることが多く、その後茹でられる。調理後、皮が剥がされ、残りの部位が出される。牛タンを調理するもう一つの方法は熱水中で煮沸した後、皮を剥ぐ方法である。その後、ローストビーフと同様にローストし、肉汁はグレイビーを作るために使われる。
ベルギーでは、牛タンはマデラソース中でキノコと共に調理されることが多い。ポーランドやドイツ、オーストリアでは、ホースラディッシュソースと共に出される。
実際の栄養価は、飼育条件、品種などで異なるため記載されている値は代表値である。

## 料理
牛タンはメキシコ料理で広く使われ、タコスやブリートの具材として目にすることが多い。また、ブルガリア料理、ルーマニア料理、ドイツ料理、ポルトガル料理、ブラジル料理、ペルシャ料理、インドネシア料理（スムール・リダー〈タンシチュー〉）、ニカラグア料理、フィリピン料理、アルバニア料理、イギリス料理、ロシア料理、朝鮮料理（牛タンスライス）、日本料理（後述）、イタリア料理（ピエモンテ州やジェノヴァでは一般的）で使われる。
北米においても、牛タンはタントースト（オープンサンドイッチ）の主要な具材である。

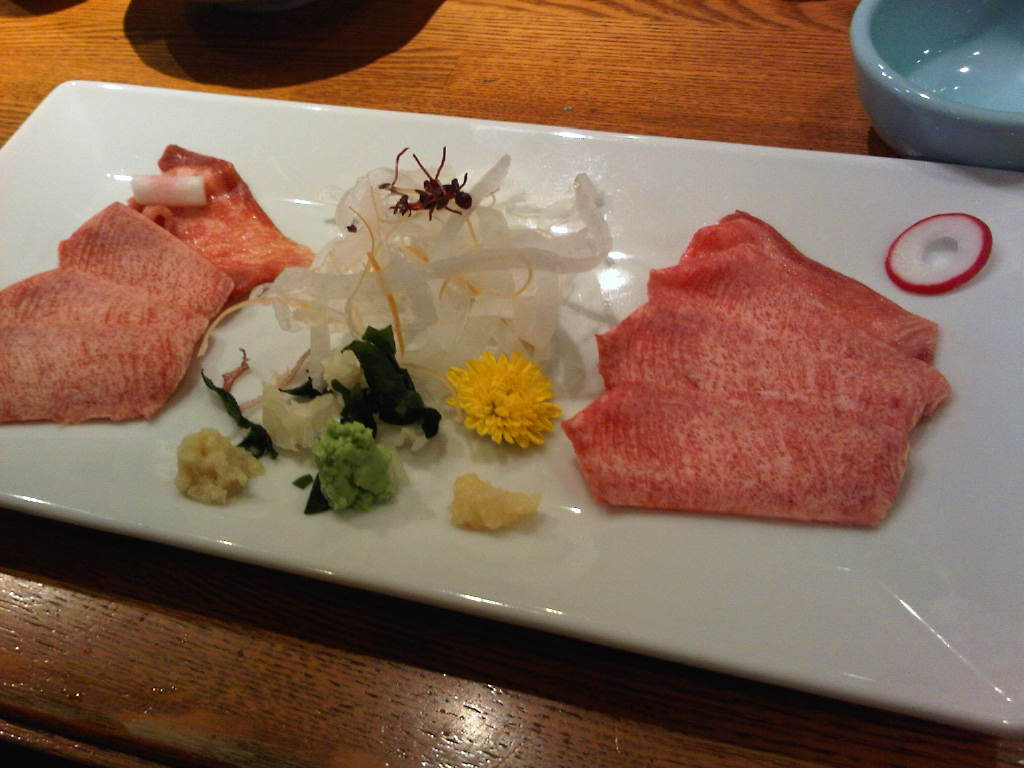
牛タン刺身
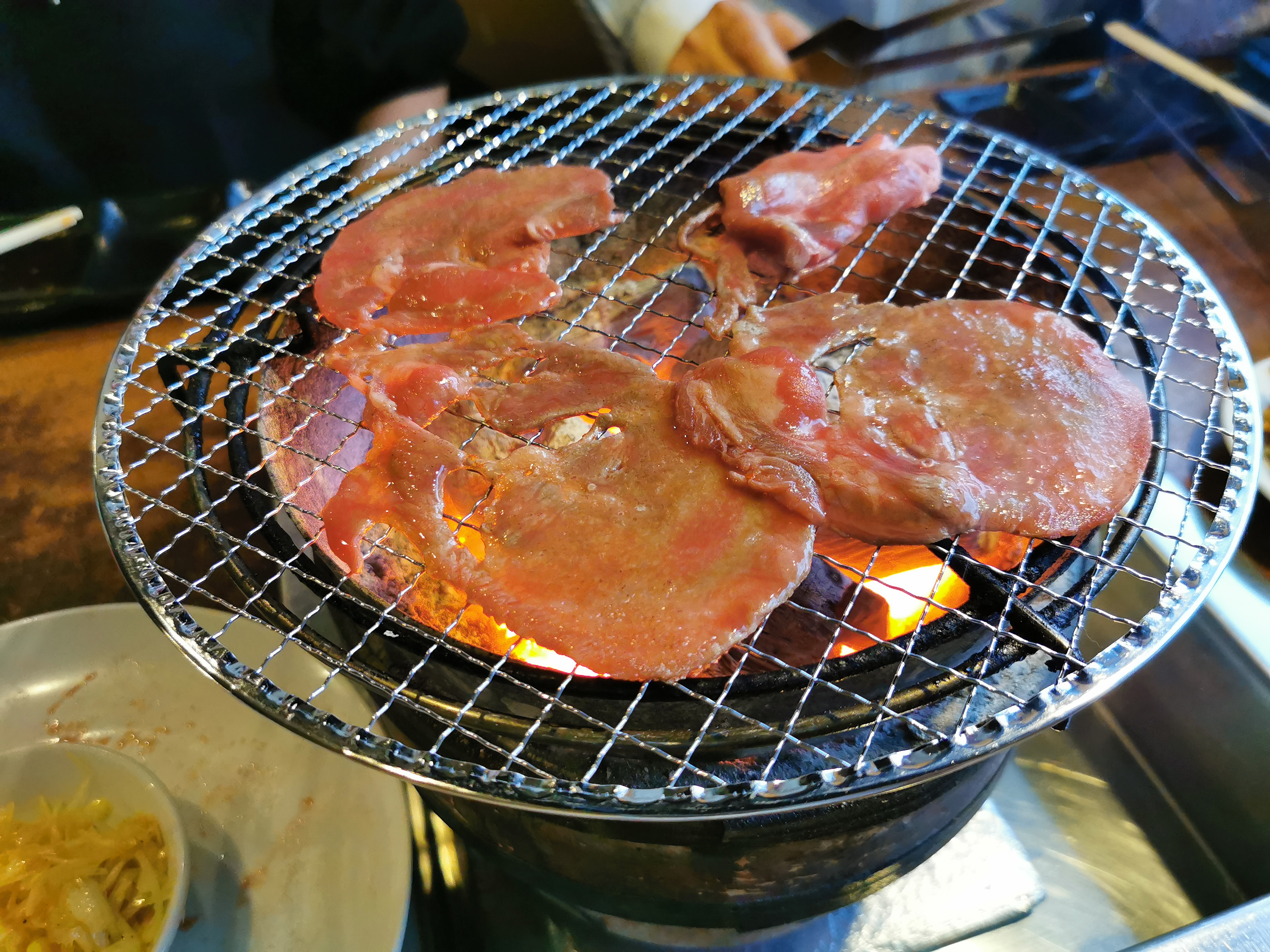
牛タン炭火焼肉
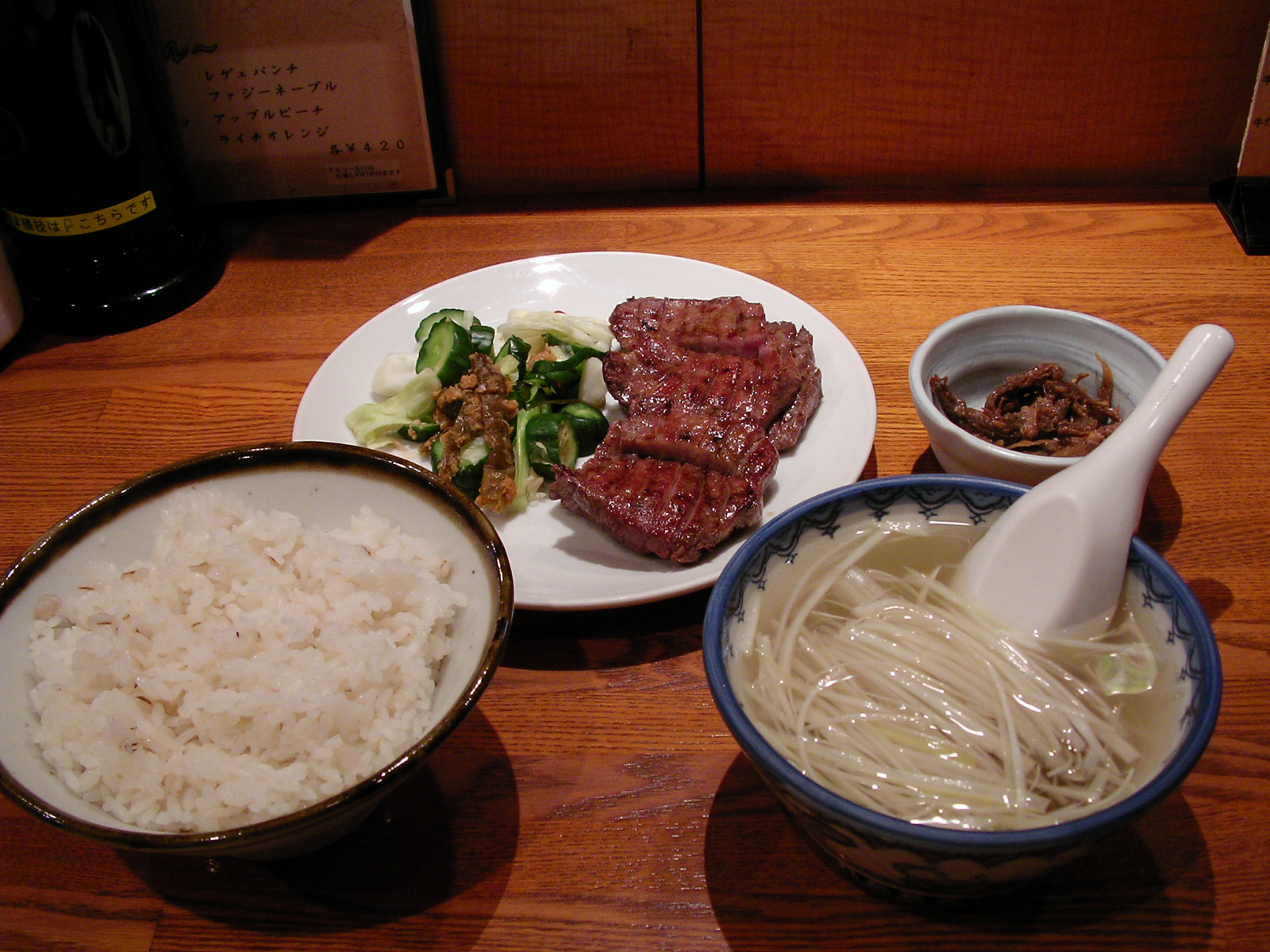
牛タン定食
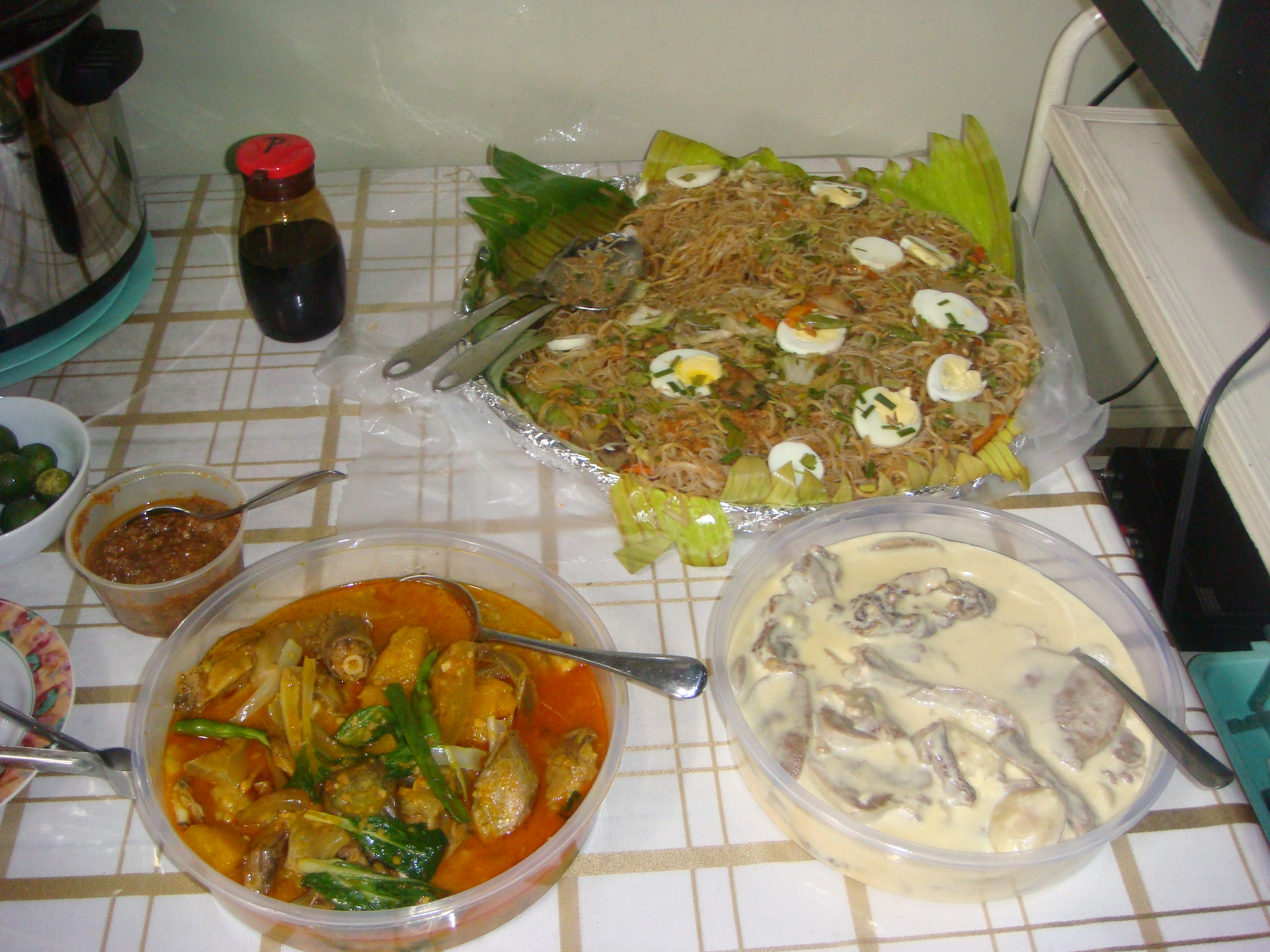
カレカレ（フィリピン料理）。タンとホワイトソース、パンシットカントン。
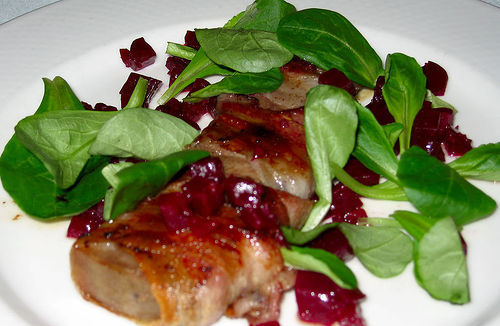
タン、パンチェッタ、マーシュ。

## 焼肉屋における牛タン
タン塩
牛タンが焼肉店のメニューとして登場したのは1970年代頃とされ、「叙々苑」と銀座にあった「清香園総本店」（1952年創業で現在は閉店）が発祥店とされる。なお両店は「タン塩＋レモン」の発祥店でもあるとされる。
ネギタン塩
また、ネギタン塩（ネギ塩タン）は昭和２９年創業の勝どきにあるまんぷく苑が元祖と言われる。

## 日本における牛タンの消費
牛肉食文化が近代になって普及した日本だが、もとは畜産副産物として、牛解体時に生じる正肉以外の部分、モツ（内臓）をも食べる習慣の広がりとも相まって、牛タンは既に広く親しまれた食材である。
先端部分（タン先）と裏側（さがり）などの固い部位を除いたタンを薄く輪切りにし焼いて食すのが一般的で、焼肉店でも提供されることが多く、塩味のタンは一般に「タン塩」と呼ばれる。塩ダレのまま焼いて食す他、焼肉のタレやレモン汁に浸けて食べる場合もある。
「仙台牛タン焼き」の場合は、店員が塩味やタレをつけた牛タンを炭火等で焼いて出し、そのまま食べる。レモン汁はつけない。また、塩味とタレでは圧倒的に塩味が多い。
「牛タン」は原価が高く、希少部位として知られている。1頭の牛からは1～2kgの牛タンしか取れないため、多くの焼肉店では輸入されたものを使用する。しかし、格安の焼肉店ではコストを抑えるために牛タンの先端部分を使用することがある。この部分は通常は硬くて使用されない部分だが、筒状のケースに入れて圧縮し、結着剤を使用して形を整えた後にスライスして牛タンの結着加工製品として販売/消費される。
。

## 牛タンを題材にした作品
- 大塚愛の曲である「黒毛和牛上塩タン焼680円」（作詞・作曲/愛 編曲/愛×Ikoman）
- 『大好き! 牛タンタン』（西又葵デザインの「もーたん」がマスコット。着ぐるみあり）
- 『牛タンラップ』
- 「牛タンゲーム」という遊びがある。1998年頃に中高生を中心に流行した。当時影響力の強かった広末涼子が『LOVE LOVEあいしてる』で発言した[8]ことがきっかけであるといわれる。

## 関連文献
- 「仙台の牛タン」おいしい牛タンの店49軒 プレスアート／編 プレスアート 2011.1
- 「りらく」2012年7月号 第14巻第12号 牛たん わが町に名店あり プランニング・オフィス社 2012.7
- 「にほんごでよむ仙台・宮城」 vol．1 初中級 牛タン 仙台国際日本語学校／編 仙台国際日本語学校 2013.7